# كونراد ستولتز
كونراد ستولتز، من مواليد 14 سبتمبر 1974 في بريتوريا، هو لاعب اتحاد الرجبي جنوب إفريقي سابق. لعب كمركز ثلاثة أرباع (1.89 م مقابل 95 كجم)، أصبح مدربًا.

## الأندية المتعاقبة كلاعب
الفائز (1): 2000 مع الملعب الفرنسي في مركز الظهير، ضد فريق كولومييه الأمريكي.
في نوفمبر 2004، تم اختياره مع فريق البرابرة الفرنسيين للعب ضد أستراليا في ملعب جان بوان في باريس. خسر البا-باس 15 مقابل 45.
في نوفمبر 2005، لعب مرة أخرى مع فريق البرابرة الفرنسيين ضد أستراليا أ في بوردو. خسر البا-باس 42 مقابل 12.

## المذكرات و المراجع
1. ↑  . النادي الأوروبي لمحترفي الرجبي. {{استشهاد ويب}}: الوسيط |title= غير موجود أو فارغ (من ويكي بيانات) (مساعدة) والوسيط |مسار= غير موجود أو فارع (مساعدة)